# Organiste à bec épais

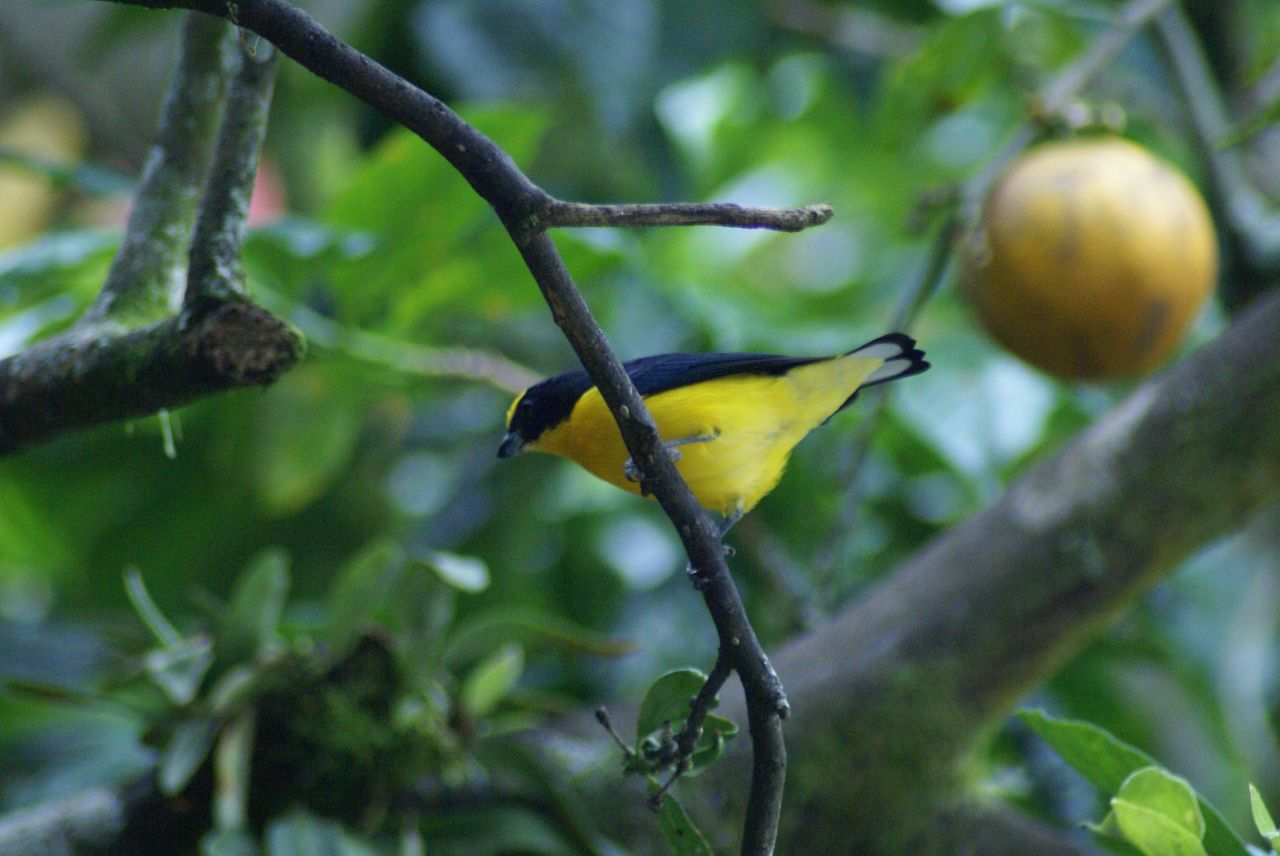

Euphonia laniirostris
Espèce
Statut de conservation UICN

 LC  : Préoccupation mineure
L'Organiste à bec épais (Euphonia laniirostris), aussi appelé Euphone à bec large ou Organiste gros-bec est une espèce de passereau d'Amérique centrale.

## Description
Cet oiseau mesure environ 10 cm de longueur. Il présente un net dimorphisme sexuel. Le mâle présente un plumage bleu marine pour le dessus à l'exception d'une calotte jaune vif dépassant le niveau des yeux vers l'arrière. La gorge, la poitrine, le ventre et les sous-caudales sont jaune vif. La femelle est verte sur le dessus et jaune pâle sur le dessous.

## Répartition
Cette espèce vit notamment au Costa Rica.

## Habitat
Cet oiseau peuple les lisières forestières et les jardins jusque 1 100 m d'altitude.

## Sous-espèces
D'après Alan P. Peterson, il existe cinq sous-espèces :
- Euphonia laniirostris crassirostris P. L. Sclater, 1857 ;
- Euphonia laniirostris hypoxantha Berlepsch & Taczanowski, 1884 ;
- Euphonia laniirostris laniirostris (Orbigny & Lafresnaye, 1837) ;
- Euphonia laniirostris melanura P. L. Sclater, 1851 ;
- Euphonia laniirostris zopholega (Oberholser, 1918).